# Pseuderanthemum tetragonum
Pseuderanthemum tetragonum är en akantusväxtart som beskrevs av Ludwig Radlkofer. Pseuderanthemum tetragonum ingår i släktet Pseuderanthemum och familjen akantusväxter. Inga underarter finns listade i Catalogue of Life.